# Aleksandra Grzeszczak
Aleksandra Grzeszczak ps. „Oleńka” (ur. 1 lutego 1921, zm. 30 stycznia 1944 w Warszawie) – sanitariuszka, drużynowa dziewcząt 2. kompanii „Rudy” batalionu „Zośka”.

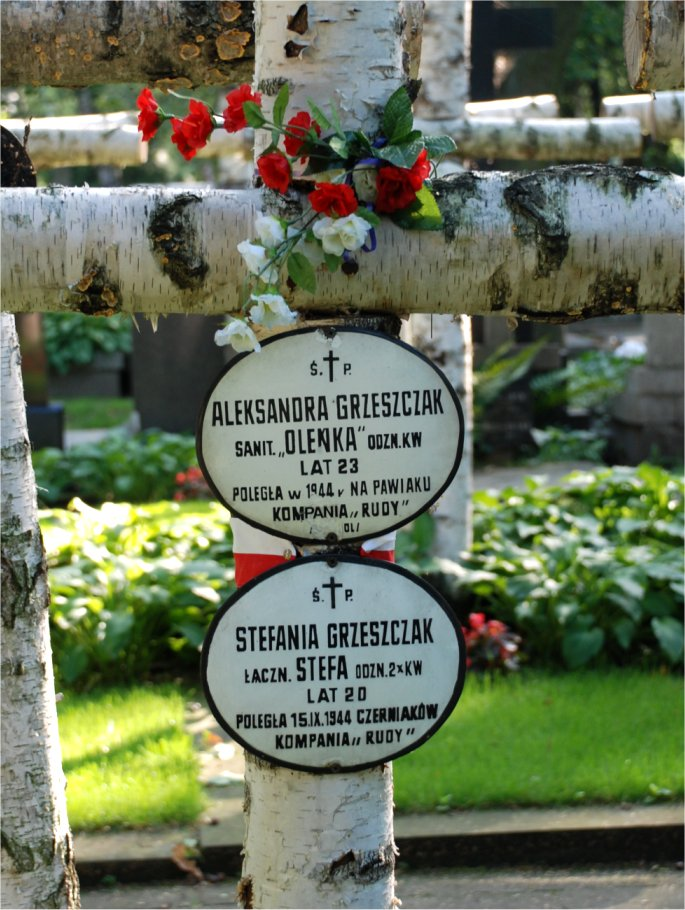
Grób sióstr Grzeszczak

## Życiorys
Córka Stefana i Marianny. Aleksandra Grzeszczak była siostrą Stefanii Grzeszczak ps. „Stefa”, łączniczki III plutonu „Felek” 2. kompanii „Rudy” batalionu „Zośka” i Krystyny Grzeszczak. Uczęszczała do Gimnazjum Żeńskiego im. Żmichowskiej, a po maturze dostała się na studia medyczne do Szkoły Zawodowej dla Pomocniczego Personelu Sanitarnego dr. Jana Zaorskiego w Warszawie.
Należała do PET-u, Grup Szturmowych Szarych Szeregów (hufiec Sad). Sklep z zabawkami, należący do matki sióstr Grzeszczak, był lokalem kontaktowym z dowódcą batalionu Zośka, Ryszardem Białousem ps. „Jerzy”. Brała udział w akcji Sieczychy.
Aleksandra Grzeszczak została aresztowana przez Gestapo w styczniu 1944 r., podczas przenoszenia materiałów wybuchowych. Bestialsko torturowana w siedzibie Gestapo na al. Szucha, nie wydała nikogo. Została rozstrzelana w styczniu 1944 r. w ruinach getta.
Jej symboliczna mogiła znajduje się na Powązkach Wojskowych, w grobie siostry Stefy.
Pośmiertnie odznaczona Krzyżem Walecznych. Jej imieniem nazwano żeński pluton batalionu „Zośka”.